# Guldsmedskonst

Motalaspännet från 1300-talet, av guld med ädelstenar funnen i Motala ström.

Guldsmedskonst är den konstnärliga bearbetningen av ädla metaller, främst guld och silver, men även platina. Till guldsmedskonsten kan också räknas juvelerarkonsten.

## Arbetsmetoder
För att göra de ädla metallerna tillräckligt fast och smidbara legeras de med andra metaller, t.ex. silver med koppar och guld med koppar och ibland silver.
Vid utformning och dekorering finns olika tillvägagångssätt. Den i äldre tider vanligaste och ännu förekommande tekniken är drivning, där man formar föremålet med hammare, s.k. korpusarbete. Genom drivning i kombination med ciselering kan man också utforma en dekor.

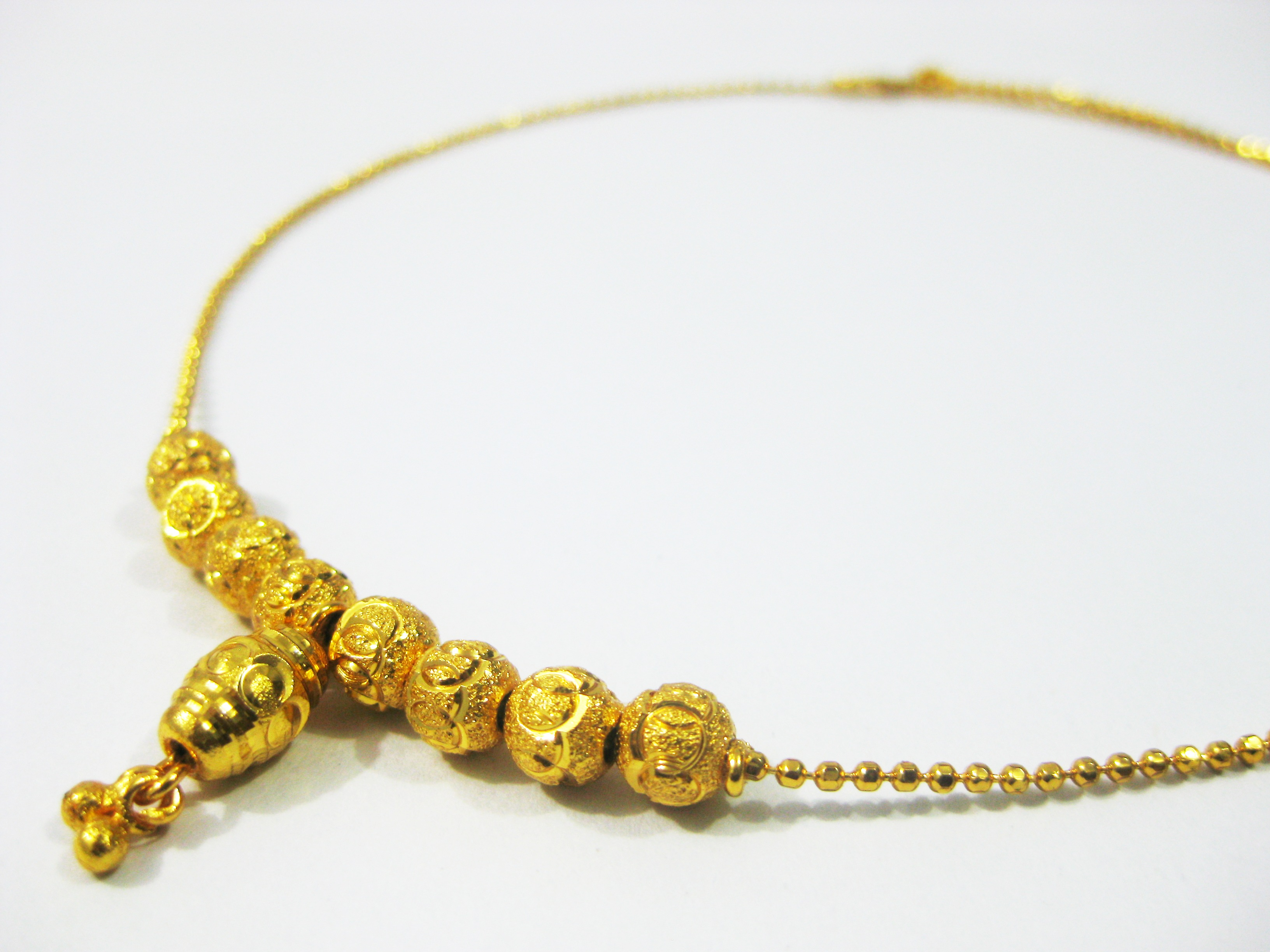
Exempel på guldpläterade smycken.

Pressning utförs i stansar av stål eller brons. Gjutning sker både i sandformar och enligt vaxmetoden. Tryckning sker i en svarv, där plåten av ädelmetall spänts fast mot en trä- eller metallmodell, s.k. patron mot vilken ett blankt tryckstål under rotation formar föremålet. Hopfogning utförs genom lödning.
Vid ytans behandling är gravering och ciselering de vanligaste metoderna. Vid gravering skär man skarpa spår i ytan med sticklar. Ciselering sker med punsar, vilka med en ciselörhammare slås mot föremålets yta. Guillochering är en maskinell gravyrteknik. Mycket gamla dekorationsmetoder är filigran, granulering, touchering, niello, samt utsmyckning med emalj eller förgyllning.

## Historik
Kontrollstämplar infördes i Sverige redan 1485, men kom i regelrätt bruk först omkring år 1600. I vissa länder har stämpling förekommit ända sedan 1200-talet.

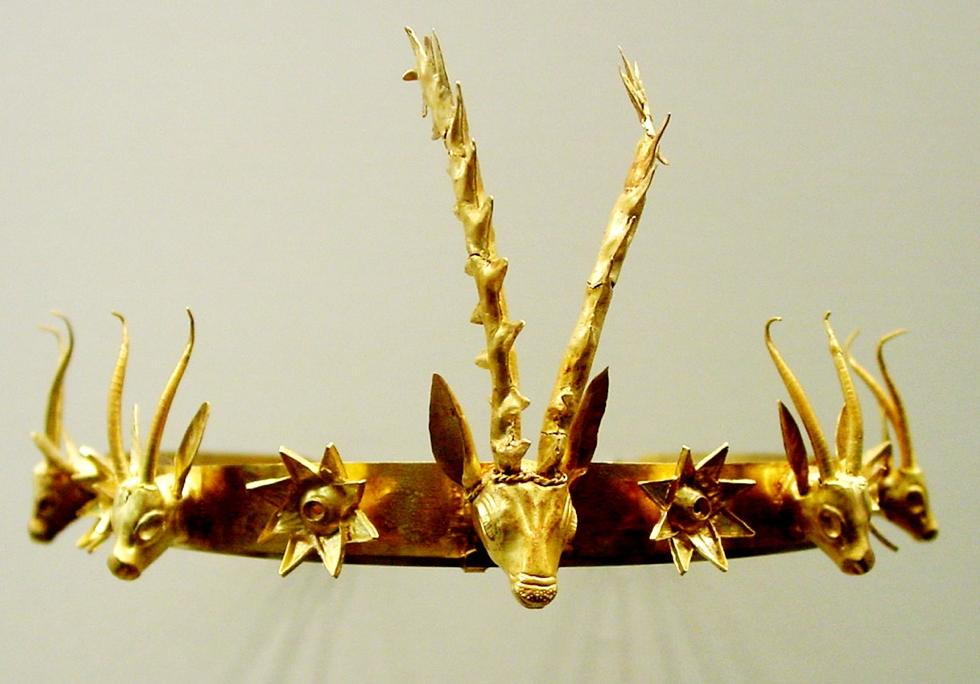
Egyptisk prinsesskrona från den 18:de faraoniska dynastin.

Praktfulla guldfynd från omkring 3000 f.Kr. har gjorts i staden Ur i Mesopotamien, och i Egypten har ännu ståtligare sådana påträffats i Tutanchamons grav från 1300-talet f.Kr.
Från den egeiska kulturen kan nämnas de guldskatter som hittats i Dendra på nordöstra Peloponnesos. Rika guldfynd har också gjorts inom de fornamerikanska kulturernas områden.
Från den grekiska konstens klassiska tid finns endast ett fåtal fynd, medan etruskerna däremot har efterlämnat många guldföremål. Romerska arbeten av guld och silver spreds långt utanför Italiens gränser: sådana har hittats i t.ex. Hildesheim i Tyskland och Hoby i Danmark.
Under senromersk tid uppkom i Bysans och svartahavsområdet en polykrom guldsmedskonst med bl.a. infattade stenar och under folkvandringstiden utvecklades bland germanstammarna sådana tekniker som t.ex. karvsnitt niello.
Imponerande fynd har gjorts av guldhalskragar från 400-talet i Sverige och Danmark, t.ex. de från Ålleberg i Västergötland och de från Färjestaden på Öland, vilka visar filigranarbeten av mästarklass. Anslående är också fynden från Sutton Hoo i England från 600-talet.

## Mästarna i konsten

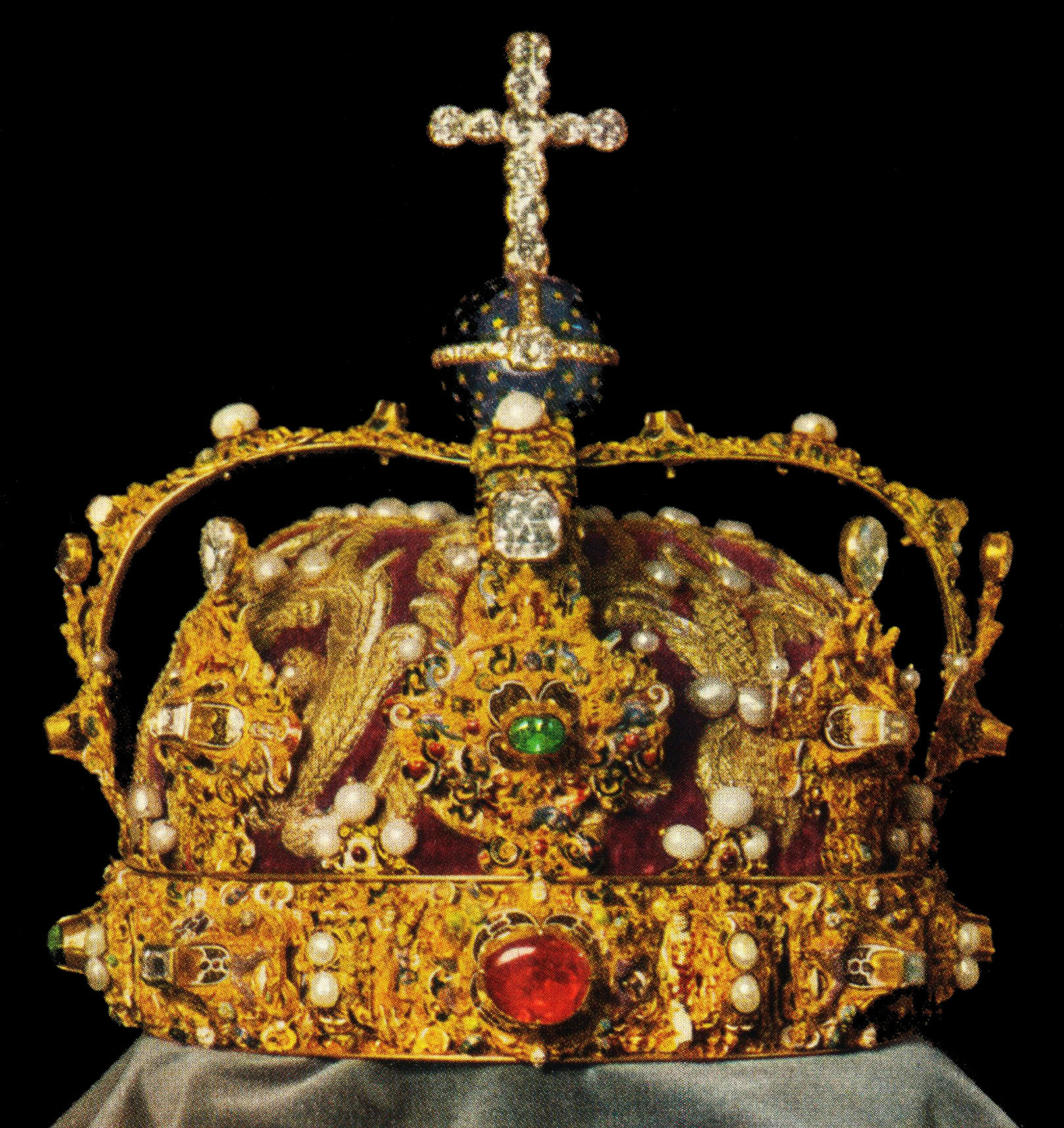
Erik XIV:s krona i Skattkammaren.

Under medeltiden blev den bysantinskt inspirerade guldsmedskonsten från medelhavsländerna den förhärskande också i övriga Europa. Irland och Nordengland visar dock en självständig stil med originell scroll- och djurornamentik.
Under renässansen samarbetade guldsmederna ofta med de fria konstnärerna, som tecknade förlagor vilka genom stick kunde spridas till verkstäder runtom i Europa. I Italien nådde renässansens guldsmedskonst en höjdpunkt med Benvenuto Cellini, som också arbetade i Frankrike och i vars memoarer det står mycket att läsa om det berömda saltkaret i drivet guld med emaljdekor han utförde åt Frans I.
Den kejserliga hovverkstaden i Wien är känd för sin praktfulla guldsmedskonst vid 1500-talets slut och 1600-talets början. Till de främsta guldföremålen från 1500-talets Sverige hör de regalier, krona, äpple och spira som gjordes till Erik XIV:s kröning. Förnämligt är även ett relikskrin som Johan III lät göra för Erik den heliges ben.
Under 30-åriga kriget kom svensk guldsmedskonst naturligt nog att påverkas av tysk senrenässans och barock, bl.a. av den blomsterrika Augsburgsstilen. Bland dess mästare märks Michel Beck.
Under senbarocken blev Frankrike det ledande guldsmedslandet med mönstertecknare som Jean Lepautre och Jean Bérain. I Sverige under karolinsk tid var dryckeskannor med tre kulfötter vanliga föremål. Bland mästarna märks Henning Petri och hans son Petter Henning, Johan Nützel, Anders Falck och fransmannen Jean-François Cousinet.
Frankrike var också under 1700-talet den ledande guldsmedsnationen med Rokokostilens mästare som J. A. Meissonnier och den berömda guldsmedfamiljen Germain. I England arbetade franska guldsmeder, bl.a. Paul de Lamerie, känd för sin fantasirika rokoko.
Mellan 1730 och 1780 blomstrade det svenska silversmidet med mästare som Gustaf Stafhell, Kilian Kelson och Pehr Zethelius. Berömd är också den servis som beställdes av G. Ph. Creutz och utfördes i Louis seize-stil (Ludvig XVI-stil) av R. J. Auguste i Paris.

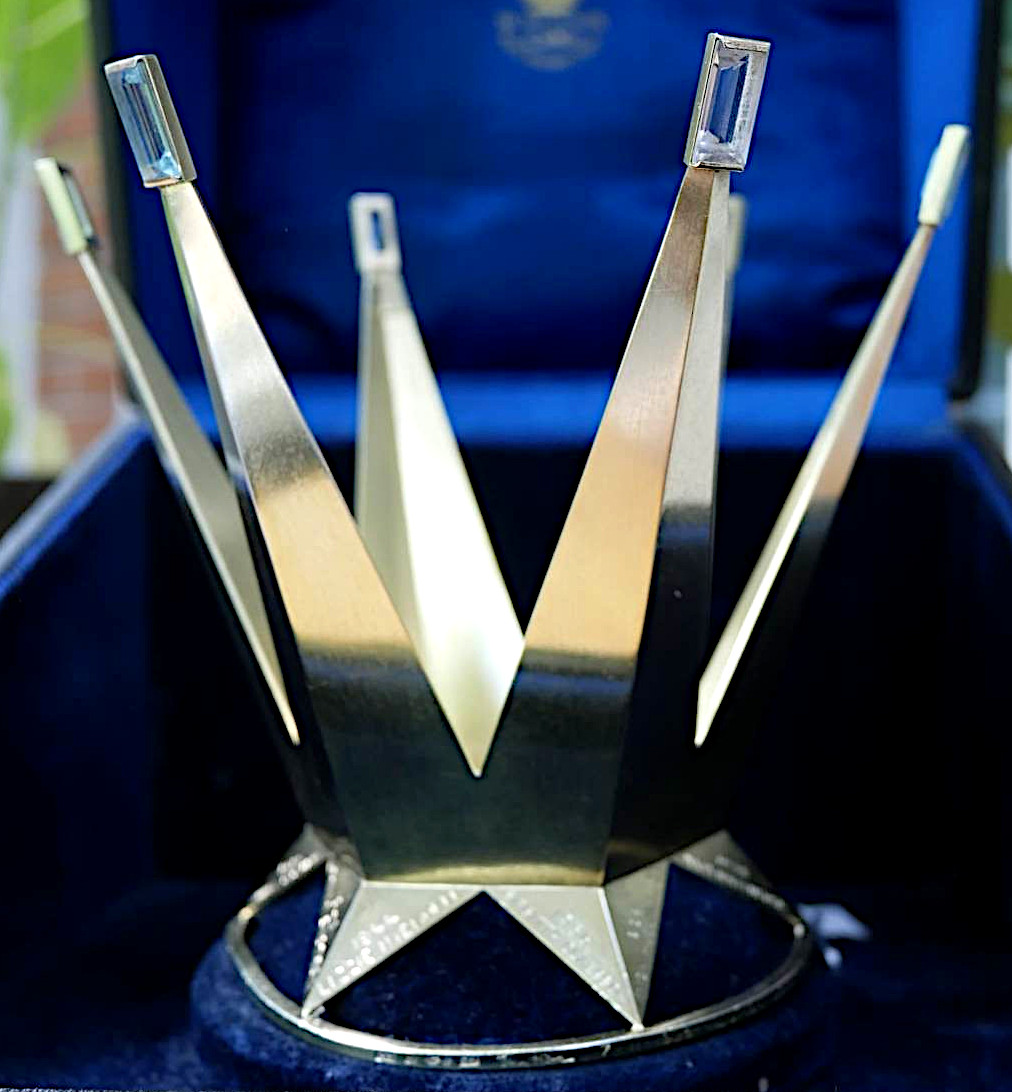
Brudkrona av silversmeden Wiwen Nilsson för Lunds domkyrka.

Under 1800-talet avlöste olika stilar varandra i rask följd och maskiner blev ett allt vanligare hjälpmedel inom guldsmedskonsten. Den konstnärliga kvaliteten sjönk och hantverksskickligheten började försvinna. En opposition mot det maskintillverkade växte dock fram, och för en förnyelse av hantverket verkade kretsen kring engelsmännen Ruskin och William Morris samt jugendstilens utövare kring sekelskiftet 1900.
Dansken Georg Jensen grundade tillsammans med J. Rohde och H. Nielsen en internationellt känd firma år 1904, och goda insatser gjorde även A. Michelsen i Köpenhamn och F. Hingelberg i Århus.
I Frankrike framträdde på 1920-talet Jean Puiforcat som en förnyare av det franska silversmidet. Bland 1900-talets svenska silversmeder märks Wiven Nilsson, Erik Fleming, Sigurd Persson och Sven Arne Gillgren. Från Norge kan nämnas Oslofirmorna J. Tostrup och David Andersen och inom det finländska silversmidet märks B. Gardbergs nyskapande insatser.